# Belgian Juniors 2017
Das Turnier YONEX Belgian Junior 2017 als bedeutendstes internationales Nachwuchsturnier von Belgien im Badminton fand vom 22. bis zum 24. September 2017 in Herstal statt.

## Sieger und Platzierte
| Disziplin    | Gold                         | Silber                           | Bronze                              |
| ------------ | ---------------------------- | -------------------------------- | ----------------------------------- |
| Herreneinzel | Chen Shiau-cheng             | Harry Huang                      | Lukas Resch                         |
| Herreneinzel | Chen Shiau-cheng             | Harry Huang                      | Zach Russ                           |
| Dameneinzel  | Vaishnavi Reddy Jakka        | Vivien Sándorházi                | Dana Danilenko                      |
| Dameneinzel  | Vaishnavi Reddy Jakka        | Vivien Sándorházi                | Jenjira Stadelmann                  |
| Herrendoppel | Zach Russ Steven Stallwood   | Callum Hemming Johnnie Torjussen | Julien Carraggi Jona van Nieuwkerke |
| Herrendoppel | Zach Russ Steven Stallwood   | Callum Hemming Johnnie Torjussen | Adam Gozzi Carl Harrbacka           |
| Damendoppel  | Molly Chapman Freya Redfearn | Fee Teng Liew Lizzie Tolman      | Jule Petrikowski Pamela Reyes       |
| Damendoppel  | Molly Chapman Freya Redfearn | Fee Teng Liew Lizzie Tolman      | Ashwathi Pillai Tilda Sjöö          |
| Mixed        | Callum Hemming Fee Teng Liew | Steven Stallwood Lizzie Tolman   | Rory Easton Hope Warner             |
| Mixed        | Callum Hemming Fee Teng Liew | Steven Stallwood Lizzie Tolman   | Carl Harrbacka Tilda Sjöö           |